# FEI Company
FEI Company — американская компания, специализирующаяся в области средств электронной микроскопии.
Инструменты, выпускаемые FEI, включают технологии ионного и электронного пучков, что позволяют пользователям характеризовать, анализировать и оперировать структурами на менее чем суб-ангстремном уровне.

## Конкуренты
- Applied Materials, Inc.
- Hitachi
- JEOL, Inc.
- KLA-Tencor Corporation[англ.]
- Tescan
- Bruker[англ.]
- Carl Zeiss Microscopy GmbH
- Semtech solutions[англ.], Inc.